# Absalon et Achitophel
Pour les articles homonymes, voir Absalon.

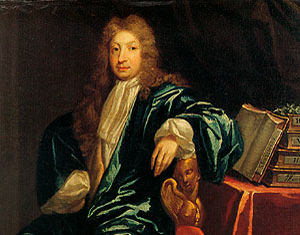
Portrait de l'auteur, John Dryden

Absalon et Achitophel (Absalom and Achitophel en anglais) est un important poème satirique en deux parties de l'écrivain anglais John Dryden. La première partie, qui date de 1681, est incontestablement de Dryden. La seconde, apparue en 1682, est sans doute le travail d'un autre auteur, qui pourrait être Nahum Tate.
Le poème est une allégorie mettant en parallèle la rébellion légendaire d'Absalon contre le roi David avec les intrigues du comte de Shaftesbury, qui souhaitait écarter le duc de York (futur Jacques II) de la succession au trône et lui substituer James Scott, 1er duc de Monmouth (Voir Crise de l'Exclusion Bill).
Dryden, avec un grand talent, oscille en permanence entre l'éloge et la condamnation de l'attitude de Charles II d'Angleterre dans cette crise. Il s'agit non seulement de la meilleure satire de John Dryden, mais aussi probablement de la meilleure satire politique en vers de la littérature anglaise, et ce bien que son sujet quelque peu obscur en cache la véritable valeur au lecteur moderne.
L'histoire de la révolte d'Absalon est contée par le deuxième livre de Samuel, dans l'Ancien Testament. David combattit ce fils aussi beau que rebelle, qui mourut en fuyant la bataille et en se prenant les cheveux dans un buisson de ronces. Le conseiller d'Absalon, Achitophel, se suicida. Cette rébellion causa un profond chagrin à David.

## Anti-Achitophel, 1682
L'Anti-Achitophel, publié en 1682, est un ensemble de trois longs poèmes en réplique au texte de John Dryden.
- Il comprend: 1. Absalom Senior par Elkanah Settle; 2. Reflections poéetiques (Anonyme), 3. Azaria & Hushai par Samuel Pordage.
- Dans ces poèmes allégoriques, les allusions (tant aux personnages qu'aux nations) sont évidentes et concernent (pour les principaux d'entre eux):
  - Absalom, le Duc de Monmouth, fils illégitime de Charles II (C)
  - Achitophel, Comte d'Halifax (C)
  - Adriel, Comte de Huntingdon (C)
  - Amasai, Duc de Macclesfield (M, B)
  - Amnon, Godfrey (C)
  - Amiel, Buckingham (B)
  - Amram, Sir William Jones (C)
  - Arabie, Portugal (C)
  - Ashur, Lord Herbert de Cherbury (M)
  - Babylon, Rome (C)
  - Barak, Drake (C)
  - Barzillai, Shaftesbury (B)
  - Caleb, Laurence Hyde, fils de Clarendon (B)
  - Camries, Lord Howard d'Escrick (M)
  - Corah, Sir Edward Seymour (B)
  - Deborah, la Reine Élisabeth (C)
  - Endor, Oxford (B)
  - Geshur, Irlande (C)
  - Hanaan, Lord Nottingham (C)
  - Hazor, Espagne (C)
  - Helon, Duc de Bedford (C)
  - Hushai, Duc d'Argyll (C)
  - Jabin, Philip II (C)
  - Jonas, Sir William Gregory (B)
  - Jotham, Duc d'Essex (C)
  - Laura, Anne Reeve (C)
  - Micah, Sir William Williams, Speaker des Communes (C)
  - Nadab, Lauderdale (C)
  - Shimei, Jeffreys (B)
  - Sidon, Danmark (C).
- Sources (Gutenberg project: http://www.gutenberg.org/files/18517/18517-h/18517-h.htm).
  - M : d'après la copie de l'Université de Manchester;
  - B, d'après la copie de l'Université de Leeds;
  - C, d'après les 2 copies (en concordance).